# 4956 Noymer
4956 Noymer (1990 VG1) là một tiểu hành tinh vành đai chính được phát hiện ngày 12 tháng 11 năm 1990 bởi R. H. McNaught ở Siding Spring.